# Umisatihiko
Umisatihiko (海幸彦, 海佐知毘古) conhecido também como Hoderi (火照命) é um personagem da mitologia japonesa. Umisatihiko é filho de Ninigi com Sakuya Bime.